# Kaulhausen (Lappersdorf)
Kaulhausen ist ein Ortsteil des Marktes Lappersdorf auf der Gemarkung Hainsacker im Landkreis Regensburg in Bayern.

## Geographie
Kaulhausen ist zwischen den Dörfern Baiern und Schwaighausen gelegen. Das Straßendorf erstreckt sich in West-Ost-Ausrichtung entlang der Kreisstraße R 32.

## Geschichte
1848 gehörte der Ort zum Gerichtsbezirk Regenstauf. Die schulpflichtigen Kinder besuchten Mitte des 19. Jahrhunderts die Katholische Knaben- und Mädchenschule in Hainsacker. Zu jener Zeit gab es neun Einwohner und achtzehn Gebäude. Kaulhausen kam am 1. Mai 1978 bei der Auflösung der Gemeinde Hainsacker im Zuge der Gebietsreform in Bayern zum Markt Lappersdorf.

## Wirtschaft
In dem Ort befindet sich eine Farm der Geflügelbrüterei Brüterei Süd, die der PHW-Gruppe angehört.